# Joe Locke (músico)

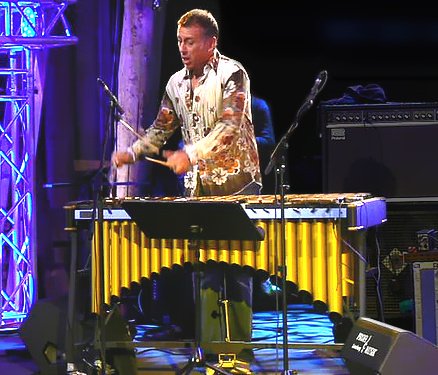
Joe Locke en vivo en Jazz Baltica, Alemania, julio/junio 2007

Joseph Paul Locke (18 de marzo de 1959) es un vibrafonista jazz, compositor, y educador estadounidense.
Como un músico jazz, Locke era precoz: había tocado con músicos como Dizzy Gillespie, Pepper Adams y Mongo Santamaría en la preparatoria. Desde mudarse a la Ciudad de Nueva York en 1981, Locke ha tocado con Grover Washington, Jr., Kenny Barron, Dianne Reeves, Eddie Daniels, Jerry Gonzalez' Fort Apache Band, Rod Stewart, Beastie Boys, Eddie Henderson, Hiram Bullock, Bob Berg, Ron Carter, Jimmy Scott, Geoffrey Keezer, The Mingus Big Band y Randy Brecker, entre muchos otros. Locke ha estado de gira ampliamente por el mundo, como director y invitado ambos. Unas partes más memorables incluyen una gira de 16 ciudades en Rusia, que culminó en un concierto con la Orquesta de Cámara de Moscú, bajo la dirección de violinista Yuri Bashmet; una gira de los 30 capitales mayors de Europe, tocando el opus magnúm de Charles Mingus, "Epitaph", como solista exhibido bajo la dirección del director Gunther Schuller; y una serie de conciertos duetos en Italia con pianista avant-garde Cecil Taylor.[cita requerida]